# Panurea longifolia
Genre
Espèce
Classification phylogénétique
Panurea longifolia est une espèce de plantes à fleurs dicotylédones de la famille des Fabaceae, sous-famille des Faboideae, originaire d'Amérique du Sud. C'est l'unique espèce acceptée du genre Panurea (genre monotypique).